# Kleedkamer

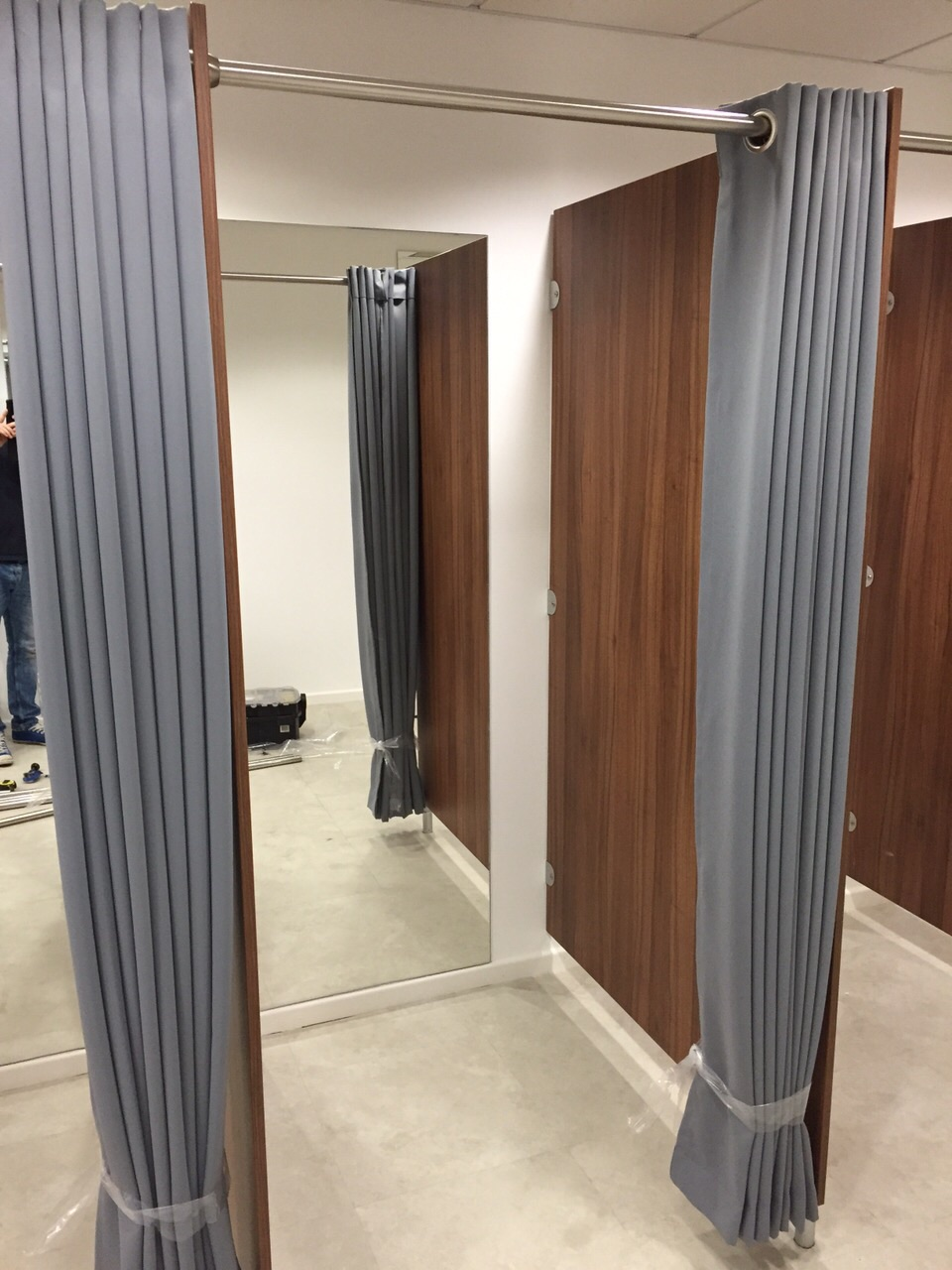
Een kleine kleedkamer met een spiegel

Een kleedkamer is een ruimte waarin het mogelijk is om van kleren te verwisselen. Kleedkamers zijn bedoeld ter handhaving van de privacy. Derhalve heeft het ook de functie dat mannen en vrouwen niet in één ruimte zijn, op het moment dat zij geen kleren aan hebben.
Er zijn kleedkamers waarbij de ruimte geheel afsluitbaar is, er zijn er echter ook met open ruimtes. Openbare toiletten worden soms gebruikt voor het verwisselen van kleding. Veel kleedkamers beschikken over een douche en één of meerdere toiletten.
Grote kleedkamers zijn vaak te vinden op publieke stranden en andere zwemfaciliteiten, zoals een zwembad, sauna en jacuzzi. Strandkleedkamers zijn meestal groot van formaat en bestaat uit twee rijen banken aan beide zijdes. Er zijn ook strandkleedkamers waarbij een dak ontbreekt maar de muur hoog genoeg is, zodat mensen van buiten de kleedkamer niet naar binnen kunnen kijken.
Het apodyterium was het gedeelte in de Romeinse thermen met de kleedkamers.

## Soorten kleedkamers
- Een standaard kleedkamer is meestal een kleedkamer waarbij alleen de mogelijkheid bestaat om zich om te kleden en er geen verdere wasfaciliteiten aanwezig zijn. De kleding kan hier meestal worden opgeborgen in aanwezige kluisjes. Dit soort kleedkamers zijn te vinden bij zwembaden en sportfaciliteiten.
- De paskamer, pashokje of kleedhokje is een kleine ruimte waarin het meestal alleen mogelijk is om kleren te verwisselen en ze te bekijken. Deze soort kleedkamers kan men vinden in warenhuizen en kledingzaken. Ook vindt men kleedhokjes in zwembaden. Deze hebben dan dezelfde functie als een standaard kleedkamer.
- De green room is een ruimte bij een theater, waar acteurs zich kunnen kleden voor de voorstelling. De term wordt ook gebruikt bij sommige televisieshows, zoals de zangwedstrijd Idool. Dan is het een ruimte in een tv-studio, waar de kandidaten zich kunnen kleden voor de opnames. Bij The Voice of Holland heet dit echter de Red Room.
- In grote huizen is vaak een aparte kleedkamer, boudoir of dressing, meestal grenzend aan de slaapkamer en de badkamer. In de kleedkamer bevinden zich de kleerkasten. In de meeste hedendaagse woningen dient de slaapkamer ook als kleedkamer.